# Station Lyon-Gorge-de-Loup
Station Lyon-Gorge de Loup is een spoorwegstation aan de spoorlijn Lyon-Saint-Paul - Montbrison. Het ligt in het 9e arrondissement van de Franse stad Lyon.

## Geschiedenis
Het station is op 17 januari 1876 geopend, na de verlenging van de spoorlijn tussen L'Arbesle en Sain-Bel naar Station Lyon-Saint-Paul.
Op 4 september 1991 werd het station een overstapstation voor Metrolijn D.
In 2010 en 2011 werd het station gemoderniseerd, vanwege de komst van de Tram-Train van Lyon.

## Ligging
Het station ligt op kilometerpunt 1,797 van de spoorlijn Lyon-Saint-Paul - Montbrison.

## Diensten
Het station wordt aangedaan door verschillende treinen van TER Rhône-Alpes:
- Lyon-Saint-Paul - Brignais;
- Lyon-Saint-Paul - Sain-Bel (Tram-Train van Lyon);
- Lyon-Saint-Paul - Lozanne.

Verder heeft het station een metrostation van de Metro van Lyon.

### Vorige en volgende stations
| Richting | Vorig station       | Verbinding                            | Volgend station | Richting        |
| -------- | ------------------- | ------------------------------------- | --------------- | --------------- |
| Sain-Bel | Écully-la-Demi-Lune | TER Rhône-Alpes (Tram-Train van Lyon) | Lyon-Saint-Paul | Lyon-Saint-Paul |
| Lozanne  | Écully-la-Demi-Lune | TER Rhône-Alpes                       | Lyon-Saint-Paul | Lyon-Saint-Paul |
| Brignais | Écully-la-Demi-Lune | TER Rhône-Alpes                       | Lyon-Saint-Paul | Lyon-Saint-Paul |